# Моарейн Дамодред
Моарейн Дамодред е една от главните героини на фентъзи поредицата „Колелото на времето“ от Робърт Джордан. Айез Седай от Синята аджа в Бялата кула, посветила живота си в намирането и напътстването на Преродения Дракон. Кайриенка с благородно потекло, за нея се смята, че е усвоила до съвършенство „играта на домовете“. Още преди смъртта си (впоследствие се разбира, че тя не е мъртва, а е заклещена в света на Аелфините и Еелфините и може да бъде спасена от Том, Мат и човек, който самата тя не познава; „Нож от блянове“ – 11-а книга от „Колелото на времето“, стр.258) е смятана от много Айез Седай за легенда, защото знае сплитове със Силата, непознати за останалите. Допреди откриването на Егвийн Ал-Вийр и Нинив Ал-Мийра в Емондово поле, както и Елейн Траканд, Моарейн и Сюан Санче са най-силните преливащи жени, обучавани в кулата, освен Кацуан Мелайдрин от Зелената аджа, която е близко до Егвийн и Елейн и всява изключителен респект сред останалите Айез Седай. Жени с техния потенциал не са били откривани от стотици години.